# Cranopsis leucomyos
Cranopsis leucomyos là một loài cóc trong họ Bufonidae. Chúng là loài đặc hữu của Honduras.
Các môi trường sống tự nhiên của chúng là các khu rừng ẩm ướt đất thấp nhiệt đới hoặc cận nhiệt đới, các khu rừng vùng núi ẩm nhiệt đới hoặc cận nhiệt đới, và sông. Loài này đang bị đe dọa do mất nơi sống.